# トリーゼンベルク
トリーゼンベルク（標準ドイツ語: Triesenberg、ヴァリスドイツ語: Trisabärg）は、リヒテンシュタインの基礎自治体。

## 概要
住民の大部分は、1300年ごろにスイス南部のヴァリス州からヴァリス人がトリーゼンベルクに移住したため、ヴァリス語を公用語にしている。
標高884～2000mに位置している。2021年の調査によると、トリーゼンベルクの人口は2,617人で面積は29.8km2である。